# Auxois (cavalo)
Os Auxois ou auxiliares  (Escutarⓘ), são uma raça de cavalo de tração francesa que nasceram em 22 de fevereiro de 1913, na França . Às vezes considerada uma variedade do Ardennais e do Trait du Nord, de tamanho grande, sua cor é geralmente baía ou ruão . É criado para o trabalho agrícola, cruzando as éguas locais de Yonne, Saône-et-Loire e Norte de Nièvre, com garanhões dessas duas raças.
Tradicionalmente criado na região da Borgonha, este pesado cavalo de tração tornou-se o auxiliar dos fazendeiros em seus trabalhos de campo no início do século XX, antes da generalização da motorização . Tornou-se um animal de abate e pesou para a produção de carne como outras raças de cavalos de tração, escapou por pouco da extinção na década de 1970.
Iniciativas foram postas em prática para encontrar outras saídas para ele desde a década de 1990. O Auxois encontra um certo lugar nas atividades ecológicas e de lazer, como a cultura da vinha, as derrapagens e a condução recreativa, ou mesmo a produção de leite de égua . Continua sendo uma das raças de draft francesas com os números mais baixos, junto com o Poitevin mulassier e o Trait du Nord, e uma das mais ameaçadas pela endogamia .

## História

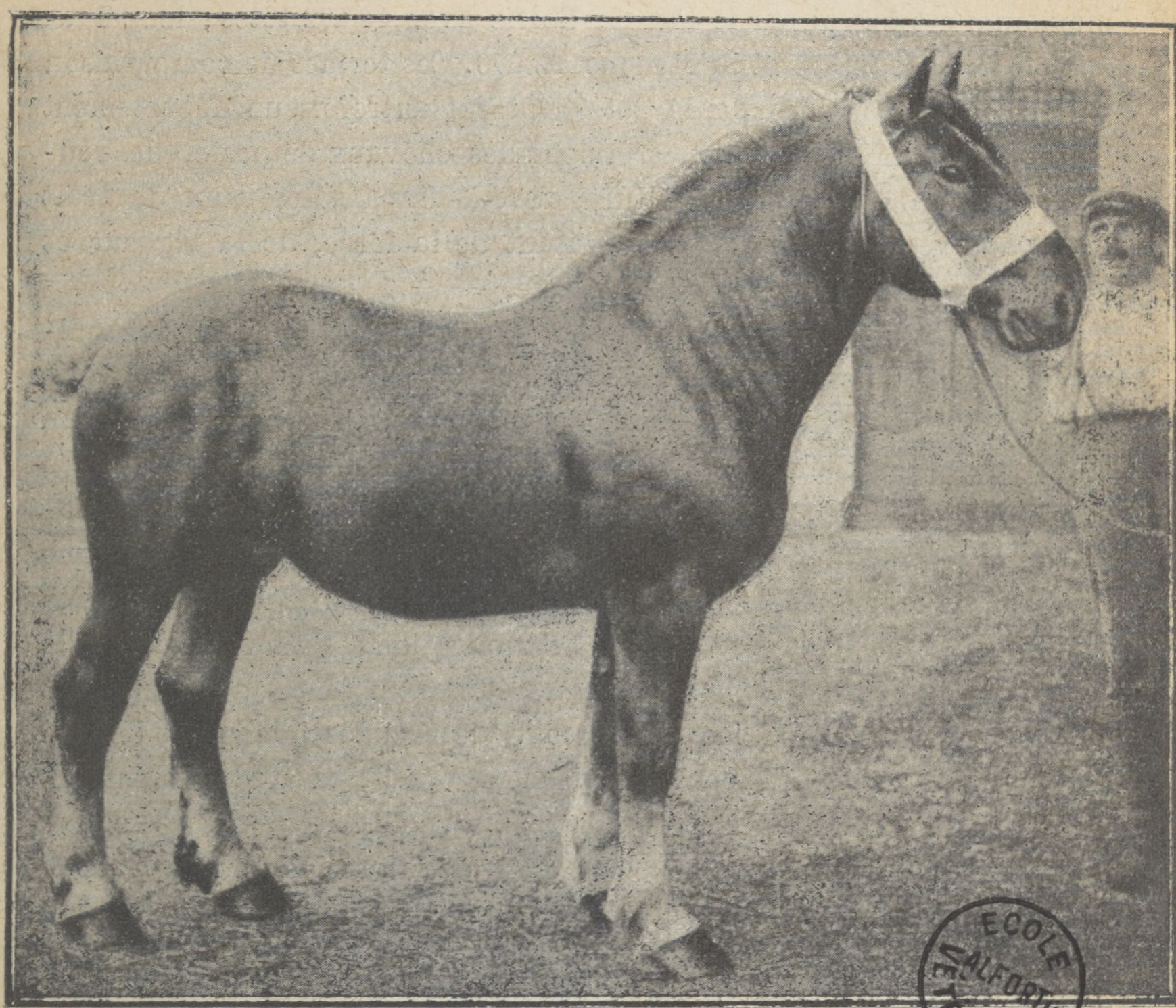
Almirante, potro Auxois 30 mois nascido em 1920, 2 na competição de potros Pouilly-en-Auxois.

A história do cavalo de tração Auxois está intimamente ligada à sua região de origem, o Auxois, compreendendo todo o sudoeste da Côte d'Or, o sudoeste do Yonne, o noroeste do Saône-et-Loire e o nordeste do Nièvre . Esta região, particularmente fértil com ricas pastagens, é propícia à criação de um cavalo de grande porte. A raça é relativamente recente, pois seu desenvolvimento e reconhecimento datam do início do século XX.

### Origem
O trabalho de referência CAB International (2016) classifica o Auxois na família Ardennais, raça da qual é largamente derivado e da qual forma uma variedade  Amélie Tsaag Valren ( La France agricole ) liga-o ao “ ramo ardenno-flamengo. A análise da distância genética entre 21 races realizada por J. Jordana e sua equipe, publicada em 1995, mostra que o Auxois é o mais próximo geneticamente das raças Ardennais e Brabançon (0,23), seguido do Trait breton e do Comtois (0,30). Isso levou a classificá-lo em um cluster de raças também incluindo Breton, Comtois, Brabançon e Ardennais. O estudo genético de Grégoire Leroy e colegas, publicado em 2009, mostra que o Auxois não é geneticamente distinto do Trait du Nord, e muito próximo do Ardennais, essas três raças pertencentes ao mesmo cluster.
O Auxois é apresentado como um descendente distante do cavalo da Borgonha da Idade Média, um cavalo robusto e resistente usado tanto sob a sela quanto como carroceiro. Uma teoria obsoleta, via nele um descendente do cavalo Solutré, cujos ossos foram encontrados não muito longe de sua terra natal.
Originalmente, o cavalo Morvan foi criado em terra em Auxoises, mas desapareceu completamente após absorção e cruzamento. Durante a década de 1840, os cavalos Percheron foram introduzidos, seguidos pelos Boulonnais por volta de 1860, e Ardennais (ou Nivernais ) no final do século XIX,  mas sem o desejo de fixar uma raça, de modo que o gado se mostra muito heterogêneo.
Os criadores introduzem bons garanhões estrangeiros antes de selecionar os reprodutores no local e reivindicar a criação de uma raça local, a exemplo do que aconteceu com os Nivernais alguns anos antes. A raça leva o nome de « rico vale do Auxois onde ocorreram cruzamentos « seleções. A raça Auxois surge, portanto, do cruzamento de éguas locais da Borgonha e das Ardenas e garanhões de características do Norte, procurados por sua força e tamanho grande que os tornam valiosos auxiliares agrícolas. O Ardennais transmite seu poder de tração e o Trait du Nord sua altura. Uma primeira tentativa de reconhecer uma união de raça falhou em 1903 e 1904. Em 191 ou 1912, a união de cavalos de tração Auxois abriu em Dijon sob o impulso do senador Chauveau que se tornou seu presidente, e apenas autorizou garanhões Ardennes (e, portanto, também do Trait du Nord, pois as duas raças foram confundidas naquela época) para a reprodução.
Seu berço de criação está localizado ao redor do National Stud of Cluny.  Em 1913, o « Livro genealógico de cavalo de tração auxiliar está aberto. Um padrão da raça foi publicado imediatamente, estabelecendo entre os critérios de seleção uma altura de pelo menos metro  e uma vestimenta baia. Também define o berço de criação da raça.
Quatro anos depois, o tipo de cavalo permanece incerto, e desperta espanto e, em seguida, críticas dos oficiais do Haras, que se perguntam se o Auxois é uma raça em si ou um ramo dos Ardennais, e é bom aceitar o reconhecimento de um adicional raça regional. A Primeira Guerra Mundial interrompeu os esforços para estabelecer um padrão.

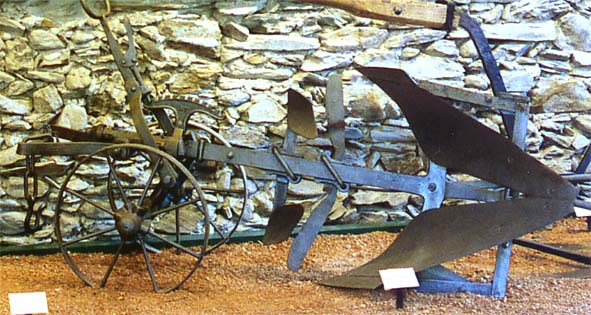
Um arado giratório, modelo frequentemente rebocado por cavalos de tração para arar os campos até a Segunda Guerra Mundial, antes da generalização dos tratores que permitiam manobrar arados muito mais pesados.

### Período entre guerras
No período entre guerras, o cavalo Auxois era o orgulho dos fazendeiros de sua região.  Os testes de seleção foram retomados em 1920. Alguns anos depois, o tipo do cavalo foi fixado em aproximadamente metro  de altura, e sua criação se espalhou pela região de Auxois, e até mesmo pelas regiões vizinhas.  Já em 1929, a fixação do vestido louro permanecia inalterada.
Antes da chegada da motorização, o Auxois é o auxiliar e também o motor dos fazendeiros que o preferem à carne Nivernais, mesmo para o trabalho de tração lenta.  Destina-se apenas ao uso agrícola e é criado exclusivamente para esse fim. Os cavalos mais fortes destinam-se a rebocar parelhas pesadas nas planícies e planaltos cerealíferos. Cavalos mais vivos são usados para derrapagem ou sulcos.
Auxois compete com Nivernais: não é incomum que os criadores da região de Nivernaise possuam os dois cavalos da "raça negra" Nivernaise, e « da raça vermelha » Ardennes e Auxoise, de forma a satisfazer todos os potenciais compradores.   A competição intercantonal da raça organizada em setembro de 1929 em Pouilly-en-Auxois atraiu cerca de , além da visita do Ministro da Agricultura  A administração do Haras Nationaux adquiriu dois cavalos.
Foi no início da década de 1930 que esses burros de carga atingiram o auge de seu desenvolvimento físico O Auxois é frequentemente descrito, como o Ardennais e o Trait du Nord, como um « lavrador nascido com decote alinhado com as costas, ou ainda mais baixo, e focinho rente ao.  É construído inteiramente para tração, conformação que permite mover pesos enormes em distâncias curtas. Ao mesmo tempo, ao mesmo tempo, ele ganhou a ascendência sobre o Nivernais por sua popularidade e representou "a extensão sul das Ardenas". Fascina os comerciantes que vão às feiras.  A cor de sua pelagem tem fama de ser menos bagunçada do que a do Percheron (cinza claro) e do Nivernais (preto).
Os potros nascem tradicionalmente entre janeiro e março nas fazendas ; desmamados aos seis meses, são depois vendidos a grandes criadores. Estes últimos contribuem em grande parte para consertar a corrida. Adquiridos de setembro a novembro, os potros são colocados no pasto ( "na engorda" ) depois trazidos assim que cai a primeira neve, e colocados de volta à engorda com gado quando chega a primavera.Esse ciclo geralmente dura até o potro completar dezoito meses, que é então vendido. Se necessário, o potro repete uma estação de engorda. O décimo deles, apenas os melhores, são mantidos como garanhões, os garanhões Ardennes assegurando o resto da criação. Eles são postos para trabalhar desde os três anos até os sete ou oito anos, quando são vendidos. Os melhores garanhões negociavam de 10 000 a   em 1929.
A utilização de Auxois e por extensão de cavalos de tração para a agricultura, revela-se curta, pois cessa rapidamente com a generalização das ceifeiras-debulhadoras e tratores, durante a década de 1960.

### Final de uso do trabalho
Durante a Segunda Guerra Mundial, os estoques de combustível foram usados pelos exércitos; o cavalo de tração permaneceu um motor essencial para transporte e trabalho de campo até a rendição dos alemães em 1945.  Após o fim do conflito, os agricultores enriqueceram rapidamente, o que lhes permitiu equipar-se com tratores e colheitadeiras . Como todas as raças de tração, o Auxois é cada vez mais negligenciado em favor das máquinas  . O declínio da criação é palpável desde o início da década de 1950, e especialmente durante a década de 1960, quando assistimos a uma queda nos números , a ponto de a raça quase desaparecer na década de 1970. 
A maioria das cidades de Auxois mantém, no entanto, por tradição, a sua competição anual de éguas reprodutoras (que vêem passar cada vez menos animais), sendo algumas destas competições organizadas de forma contínua há décadas.

### Fim da venda da carne
No início da década de 1970, quando o número de cavalos de tração caiu drasticamente,  a raça Auxoise foi salva por pouco. 
Henry Blanc, à frente do Haras Nationaux, organizou a conversão de raças francesas de cavalos de tração em animais para abate.   Até 1982, ele restringiu as importações de carne de cavalo e financiou pesquisas do INRA, perto de Clermont-Ferrand, sobre a engorda de potros de tração.   Ele incentivou os criadores, que não encontravam mais compradores para seus animais, a engordá-los para revendê-los por peso aos matadouros.  A criação para abate assegura parte da preservação do Auxois ao manter intacto o seu capital genético, à custa de uma transformação do modelo, outrora potente e desportivo, no de « besta de carne ».  Entre meados do século XX e a década de 1980, o peso de um cavalo Auxois passou de uma média de 650 a quilograma  para uma média de 800 a quilograma, ou até mais. 
Esta reconversão para a carne é muito desfavorável ao Auxois, sendo o Percheron muito mais conhecido pelas suas qualidades de talhante, enquanto o Ardennais (e, portanto, o Auxois, que lhe é próximo) tem fama de "aquele com menos habilidades de açougueiro".   O mercado de carne de cavalo não acompanhou, com os criadores franceses sendo superados por importações baratas de cavalos do continente americano e daEuropa Oriental. Por falta de rentabilidade , o número da maioria das raças de cavalos de tração continuou a diminuir até 1994.   A queda do preço da carne levou as Coudelarias Nacionais a reorientar as atividades relacionadas com o cavalo de tração. 

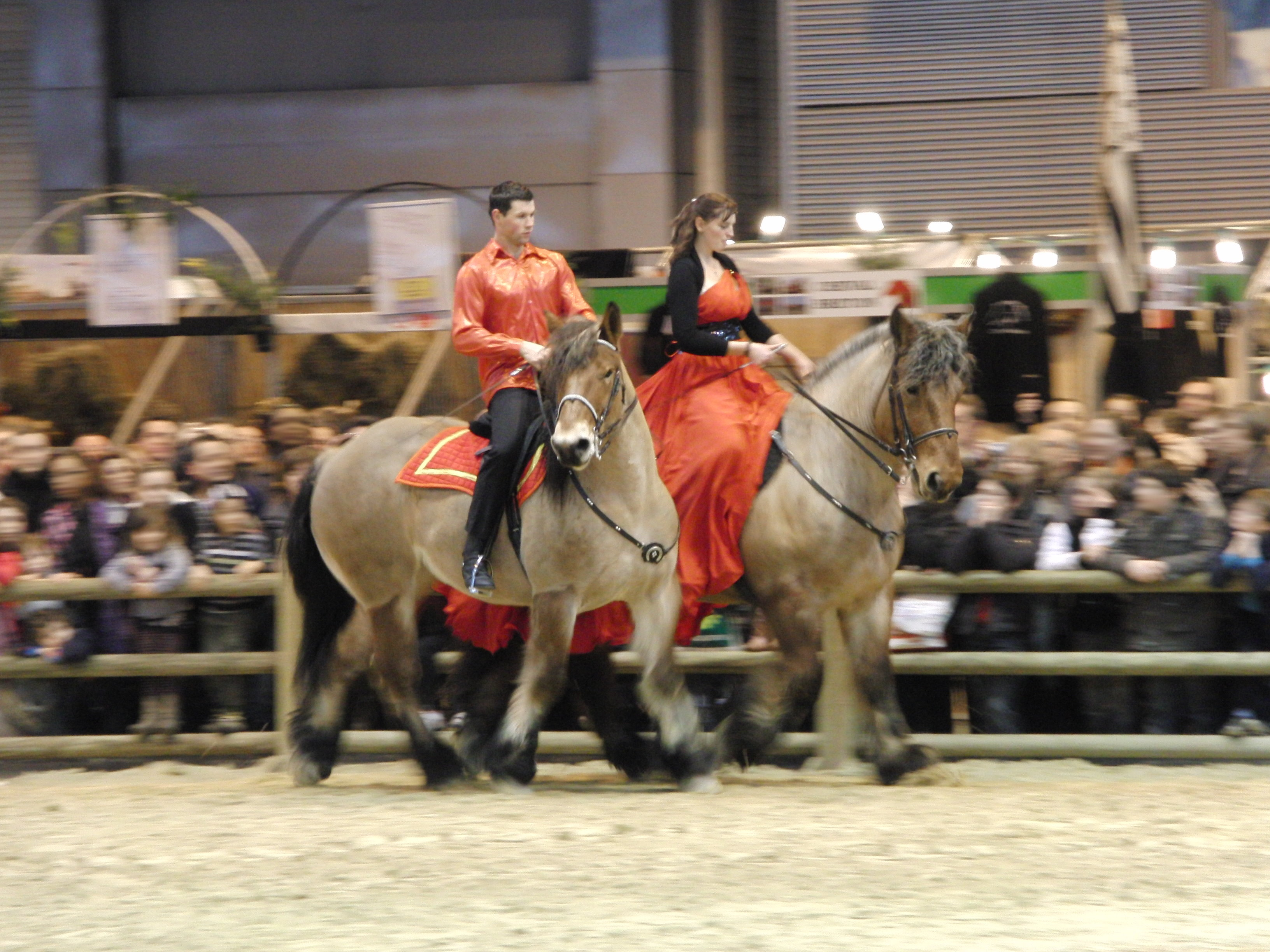
Dois cavalos auxiliares no Paris International Agricultural Show em 2011.

### Renascimento da equitação de lazer e trabalho
No início da década de 1990, a equitação recreativa experimentou uma nova vida, enquanto o consumo de carne de cavalo continuou a diminuir. Em 1991, a escola secundária agrícola Semur-en-Auxois começou a produzir leite de éguas Auxoise em Bierre-lès-Semur, na fazenda Hameau. O jornal oficial publica decreto devolvendo « cavalo pesado » seu antigo nome de « um burro de carga » ; em 1996, outra ordem proibiu a caudectomia (corte da cauda) em todos os cavalos de tração nascidos na França.  Em 1997, o Auxois era uma das raças de cavalos cujos criadores podiam beneficiar do " Prêmio para raças ameaçadas de abandono (PRME), no valor de 100 a .
Desde 1999 que os criadores de Auxois têm vindo a desenvolver novas atividades com os seus cavalos, nomeadamente o trabalho nas vinhas.   No mesmo ano, o Auxois foi alvo de um estudo que concluiu que os criadores deste cavalo se opunham a mudanças na raça. Recomenda alterar o padrão, a fim de abrir novas saídas e salvar este cavalo do inevitável desaparecimento.  Em 2001, o Auxois permaneceu como um dos cavalos de tração franceses com os números mais baixos.  Metade dos potros vão para o açougue, mas a curva de nascimento foi invertida, a crise da vaca louca oferecendo uma saída para seus criadores. 

### Centro de promoção Trait auxois
Em julho de 1998, um centro de promoção da característica auxois foi inaugurado em Bierre-lès-Semur, graças a subsídios regionais e departamentais e com a ajuda das Coudelarias Nacionais, a fim de promover a raça. Ele lida principalmente com o desnudamento de cavalos jovens , participa da preservação da raça e oferece animais treinados para venda.   Com o objetivo de « valorizar e promover o cavalo de tiro Auxois » como património da Borgonha, apoia o desenvolvimento da condução recreativa através da educação de cavalos e formação de condutores, em 25 hectares de pastagem e uma área de exercício metro. A abertura de um novo edifício em 2007 permitiu-lhe desenvolver e oferecer o adestramento de cavalos de sela e de carruagem, espectáculos diversos e serviços de ferraria . O centro oferece assistência aos criadores no nascimento de seus potros ou acompanhamento de garanhões.
Em 2013, encontrou grandes dificuldades financeiras, assim como o sindicato da raça.

## Descrição

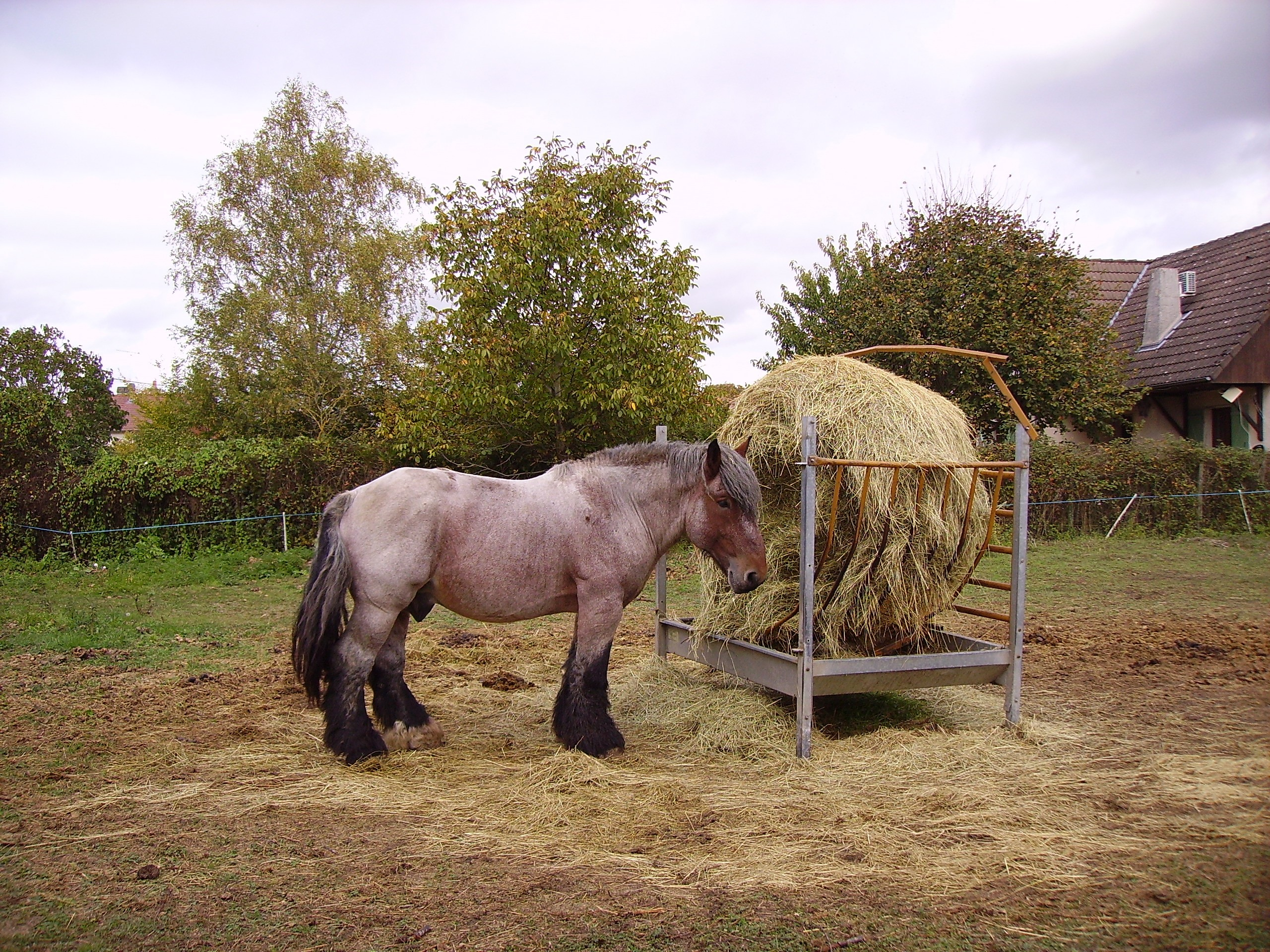
Auxois perto de um fardo de feno em Port-Aubry, Nievre, Borgonha, França.

### Altura e peso
O Auxois é um cavalo alto, mais alto que o Ardennais , e quase tão alto quanto o Trait du Nord . Permanece menos maciço e mais ágil que as Ardenas  . A estatura média varia de metro  a metro , sendo a altura ideal buscada de metro  a metro  para homens e de metro  a metro  para mulheres. O peso varia de quilograma  a mais de uma tonelada, chegando a quilograma , dependendo da seleção do cavalo (açougueiro ou trabalho e lazer). O peso médio listado no banco de dados DAD-IS é de quilograma  .

### Padrão morfológico
A impressão geral é a de um cavalo com estrutura, largura e escopo. Maciço, muito brevilíneo, é cortado para tração pesada.

### Cabeça

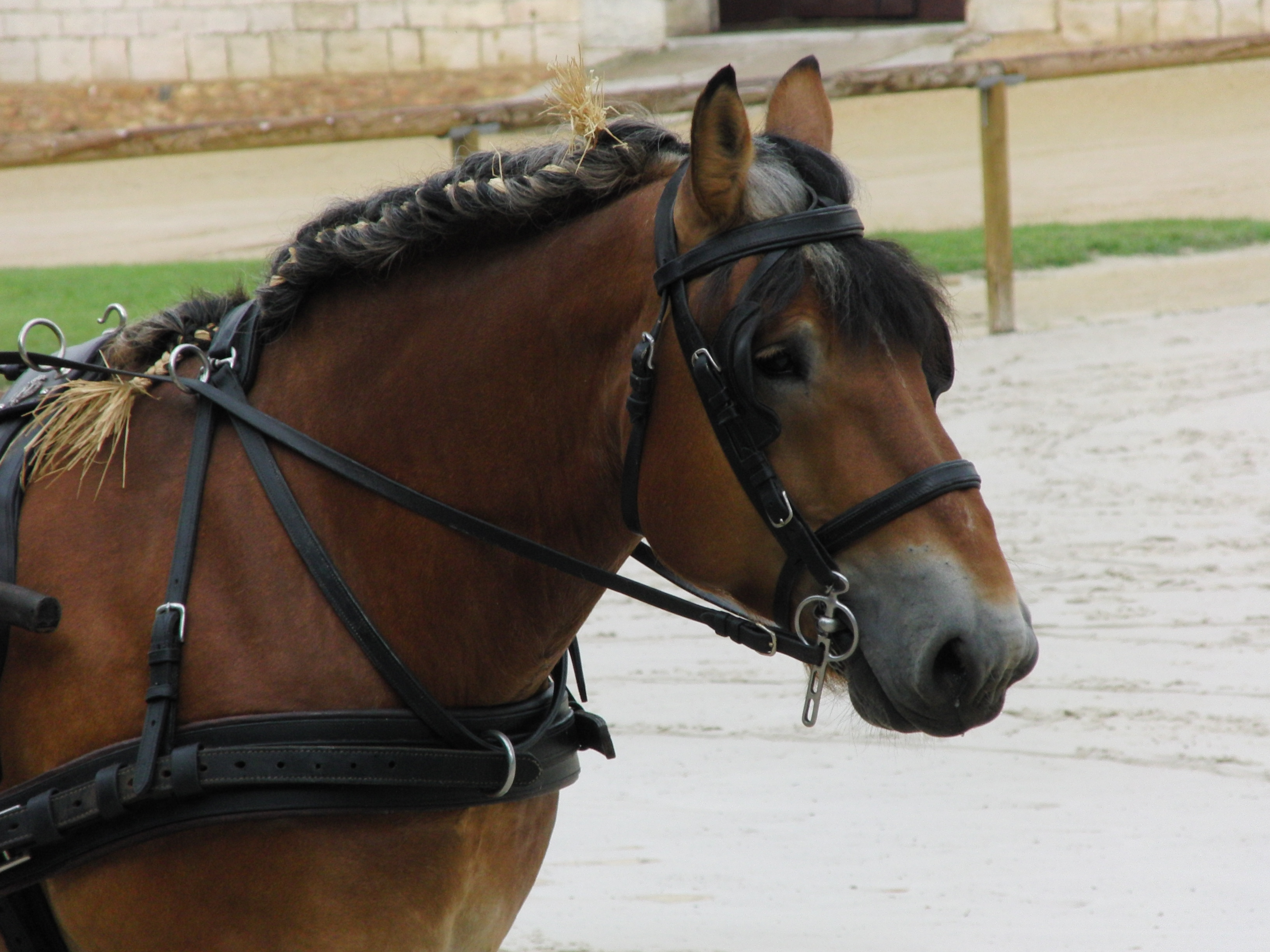
Cabeça de um cavalo Auxois no Haras national de Cluny em 2011.

Embora a autora tcheca Helena Kholova Kholová o descreva com uma cabeça grande e orelhas longas (1997),  de acordo com a associação oficial da raça, a cabeça do Auxois é relativamente curta,  e leve, com perfil reto e uma testa larga, encimada por pequenas orelhas móveis.  

### Forehand, corpo e posteriores
O pescoço, bastante curto e maciço, é musculoso , bem enxertado com cernelha elevada e peito largo. O ombro extremamente poderoso , é longo e inclinado.  O peito é profundo  . O Auxois tem um corpo maciço e costas largas e curtas,  com costelas arredondadas. Sua linha dorso-lombar é reta. O dorso e o lombo são largos e curtos, os posteriores longos têm uma garupa dupla, inclinada  e fortemente musculada, à qual está ligada uma cauda portada baixa.

### Membros
Os membros são robustos e poderosos, embora pareçam delgados em comparação com a massa do cavalo.  Eles são geralmente dotados de barbatanas menos abundantes do que em outras raças de tração da mesma massa,  sendo essas barbatanas procuradas com pouca oferta. Os braços e antebraços são musculosos, os joelhos largos e os jarretes poderosos, presos a canhões curtos e limpos. 

### Pele

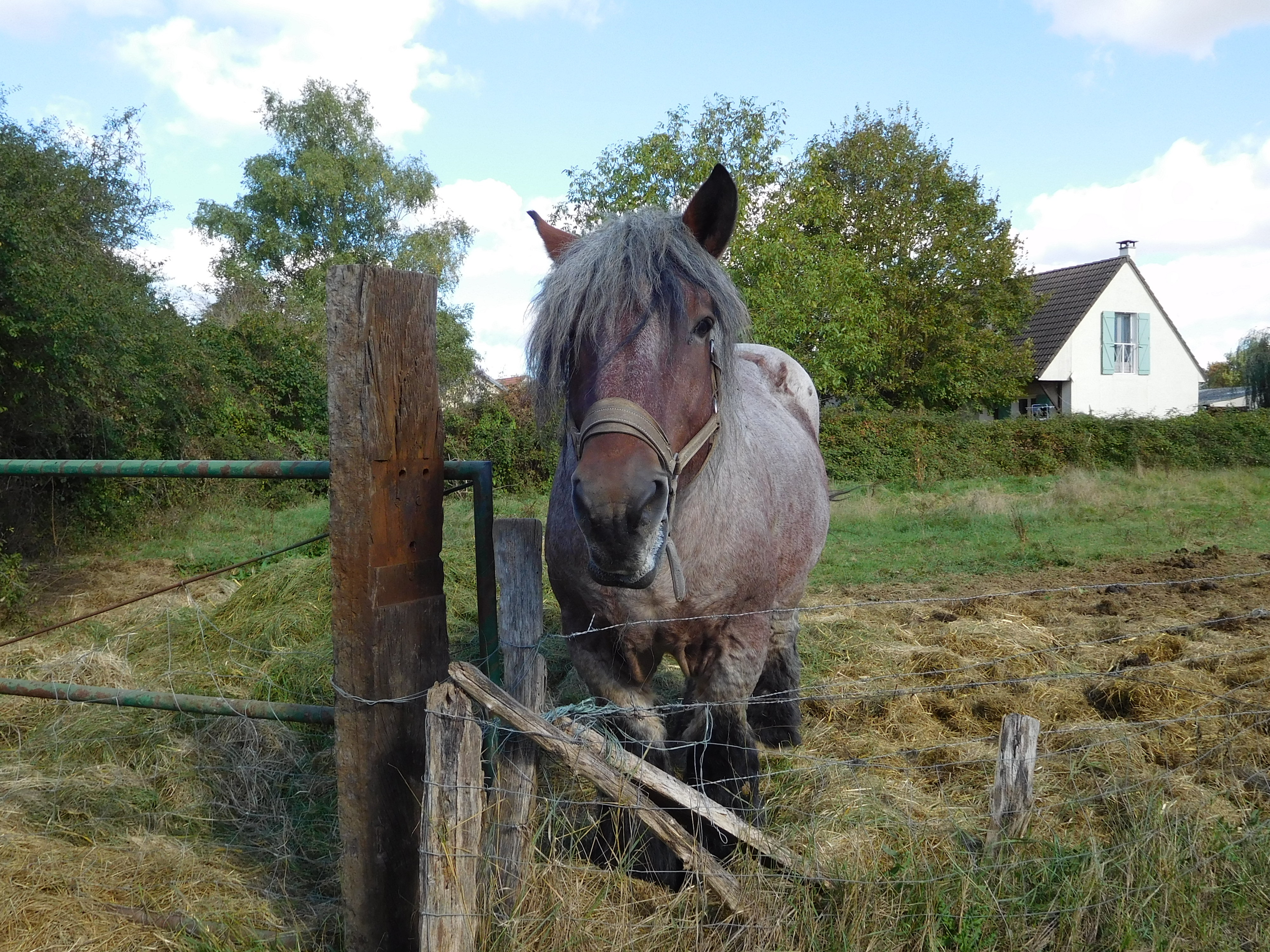
Auxois na fazenda Port Aubry, mostrando a cor ruão avinhada típica da raça

A pele dos Auxois é geralmente baio ou ruão, mais raramente aubère ou castanho,   , como nos Ardennais. Eventualmente, cinza ferro e marrom (chamado " Preto amarronzado na França) pode ser tolerado, mas todos os outras pelagens são. A pelage, típica e característica da raça é o ruão vínico.

### Temperamento e manutenção
Famoso por sua força e sua docilidade,  o Auxois tem uma natureza calma e gentil. Ele também é corajoso para o trabalho.   Seus andamentos são procurados amplos e flexíveis, apesar de sua massa significativa  . Como seu ancestral Ardennais, o Auxois é resistente e de boa manutenção, podendo ser deixado no prado em qualquer estação do ano, mesmo sob as duras condições climáticas do Morvan e do Nièvre.
O Syndicat du Cheval (em português: união dos cavalos ) gerenciou o livro genealógico, a orientação da criação e a comunicação em torno deste cavalo. Colocado em grande dificuldade em 2013, foi substituído em 2014 pela União Nacional de Cavalos de Tração Auxois, hoje a associação nacional oficial da raça.
Desde o início do século XX, o cruzamento da égua auxoise só é permitido com o garanhão grande Ardennes, e o garanhão Trait du Nord, a fim de garantir a seleção e a homogeneidade da raça.   Esta especificidade, específica das raças francesas com números baixos, é rara entre as práticas de criação, um potro de pai Ardennais ou Trait du Nord pode ser reconhecido como Auxois de direito se o pai tiver sido visto por uma comissão de juízes. fator auxiliar.  Este cavalo é agora procurado mais leve e mais ativo. A inseminação artificial e a transferência de embriões são permitidas para sua reprodução na raça, mas não a clonagem.
A competição da raça auxoise é realizada todos os anos em setembro em Semur-en-Auxois  . Os cavalos registrados no livro genealógico da raça podem ostentar uma marca estampada a ferro quente no lado esquerdo do pescoço, com as letras « Texas » , afixada após os dois anos de idade, mais frequentemente durante competições de raças.

## Usos

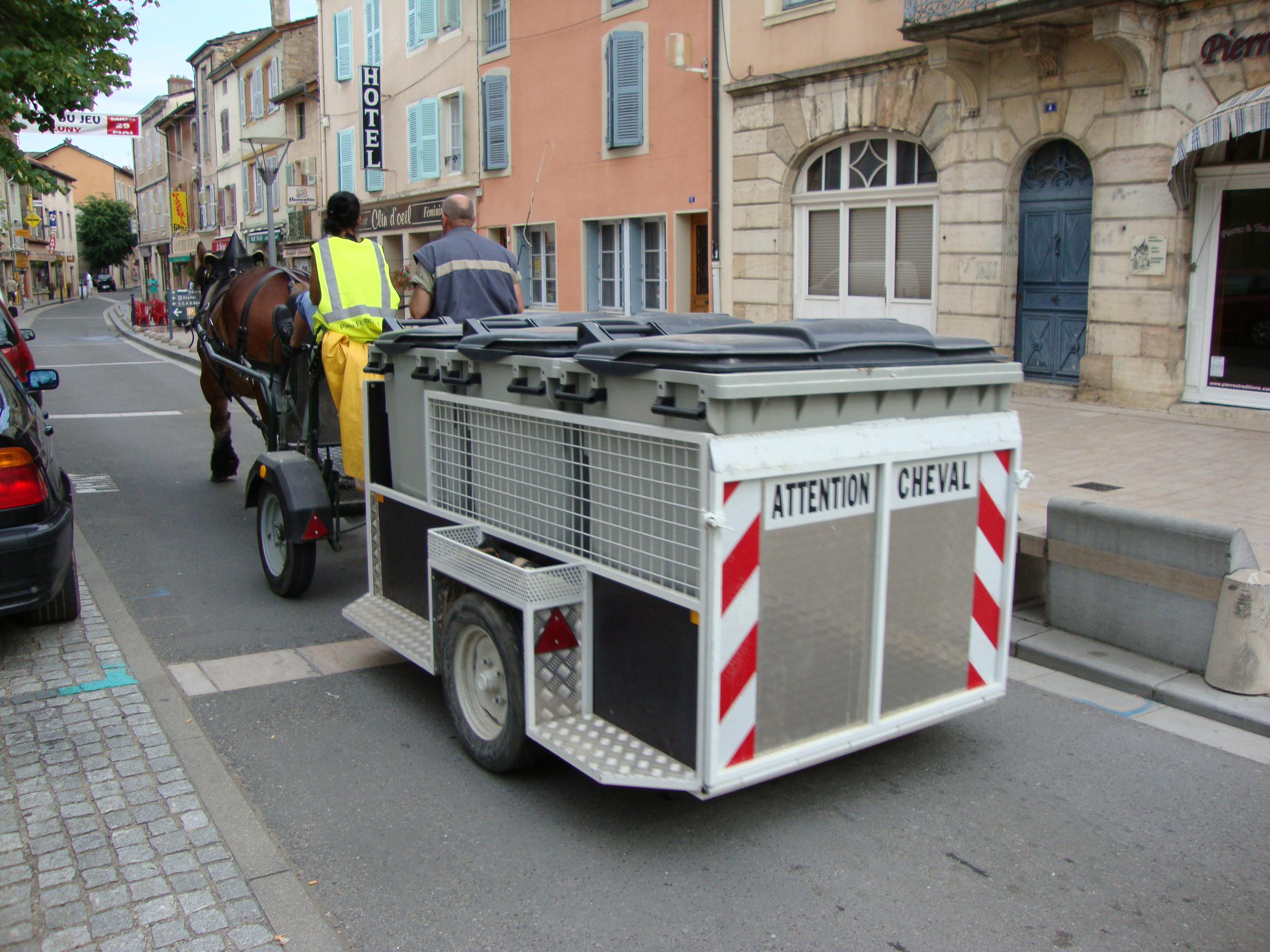
Recolha de lixo com cavalo auxiliar em Cluny.

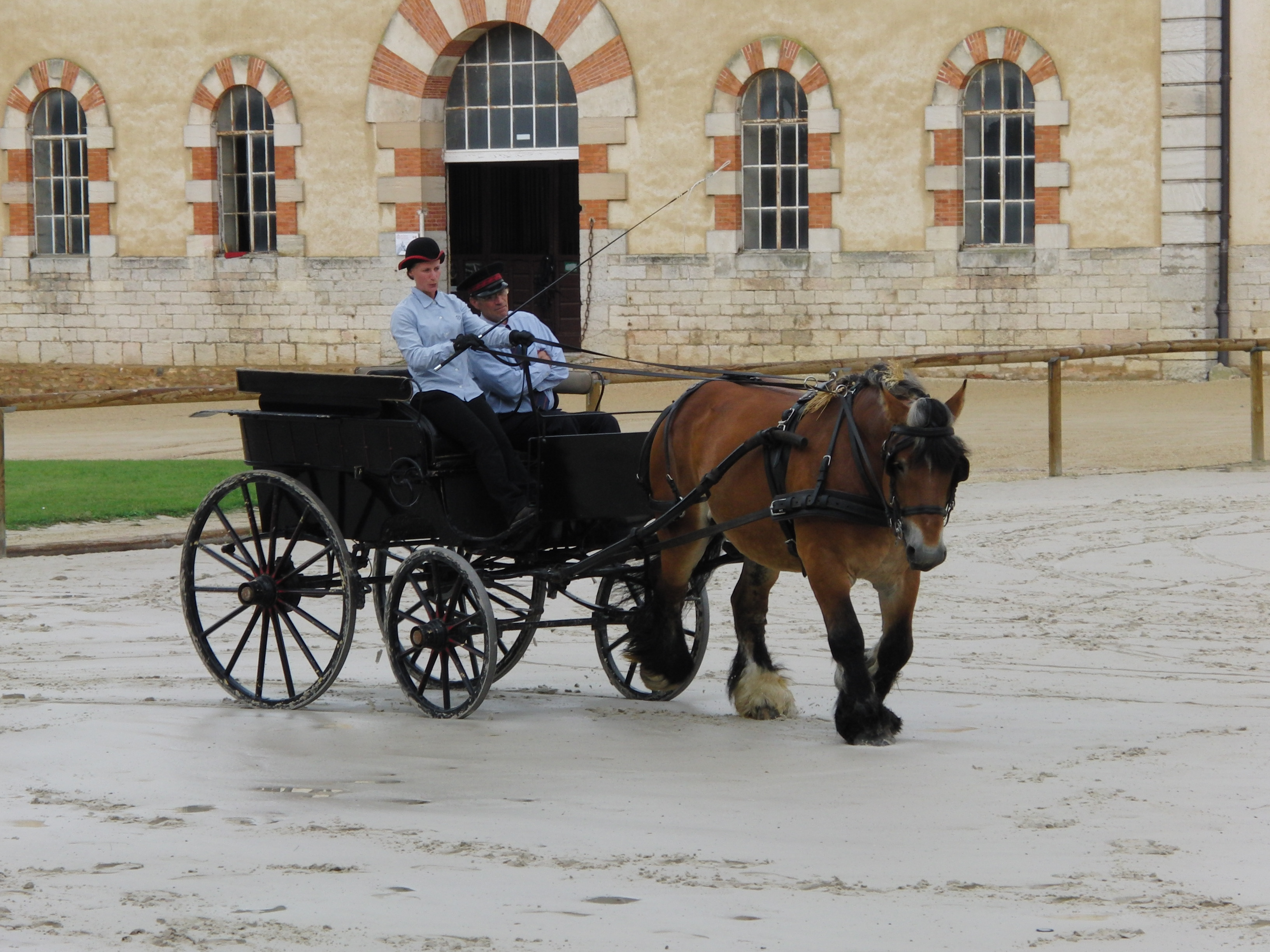
Apresentação de um Auxois atrelado à coudelaria nacional de Cluny em 2011.

O Auxois é criado principalmente por sua carne e tração. A maior parte do gado permanece para abate  . Em 2001, 50 % dos animais são destinados ao abate. No entanto, a potência e os andamentos deste cavalo são valorizados na condução de competição e lazer, como o turismo verde, e a tracção de reboques no Morvan  . Seu caráter agradável o torna um bom companheiro para o turismo equestre.   Os modelos mais leves dão leite , produto depois transformado para diversos usos, inclusive cosméticos.
O Auxois é criado principalmente por sua carne e tração. . A maior parte do gado permanece para abate.   Em 2001, 50 % dos animais são destinados ao abate  . No entanto, a potência e os andamentos deste cavalo são valorizados na condução de competição e lazer, como o turismo verde, e a tracção de reboques no Morvan  . Seu caráter agradável o torna um bom companheiro para o turismo equestre  . Os modelos mais leves dão leite , produto depois transformado para diversos usos, inclusive cosméticos.
L'Auxois é constantemente procurado para festas ( casamentos, etc.) e encenações folclóricas populares  . Os temas mais valorizados para esta finalidade cerimonial são os de cor ruão vínica  . É utilizado para arraste em florestas  . Encontra um lugar em certos trabalhos agrícolas especializados, como o cultivo de vinhas, jardinagem comercial e agricultura orgânica  . O trabalho na vinha com estes cavalos desenvolveu-se  : desde 2004, um Auxois é usado em um vinhedo da Borgonha rotulado como orgânico  . Estão previstas oportunidades em trabalhos de manutenção rural (estradas). Este cavalo destacou-se em vários eventos, como o recorde mundial e o campeonato francês de carrossel.

## Difusão da reprodução

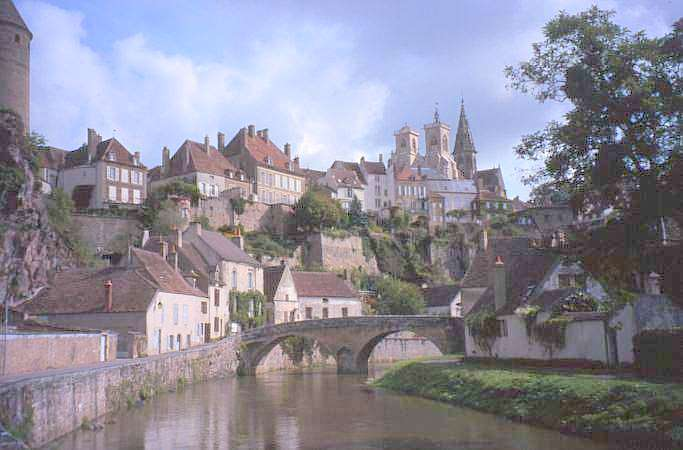
Vista geral de Semur-en-Auxois, onde a competição da raça acontece todos os anos.

O Auxois é classificado como uma raça local de cavalos nativa da França em perigo crítico de extinção e sujeita a medidas de proteção, no banco de dados internacional DAD-IS  . O estudo realizado pela Universidade de Uppsala, publicado para a FAO, logicamente o relata como uma raça de cavalo européia local em perigo de extinção. No entanto, a sua proximidade genética confirmada com as Ardenas e o Trait du Nord não justifica a implementação de medidas de salvaguarda específicas. 
Por muito tempo, permaneceu uma raça de número muito baixo,  mais raras das nove raças de cavalos de tração franceses  Em 2001, o Auxois classificou-se em oitavo lugar entre nove raças francesas de tração em termos de números, o que torna a ameaça de endogamia e extinção muito presente  . Em 2006, foram abrangidas 250 juments para produzir potros que podem ser inscritos no registo genealógico, pelos 32 étalons . Existem 125 éleveurs deste cavalo. o termo " criador » aplicando-se a qualquer pessoa que possua pelo menos uma égua reprodutora . Em 2014, foram registados 289 chevaux no registo genealógico (sud-book) da raça, com tendência para números estáveis . O Dr. Paul Dechambre cita o cantão de Pouilly-en-Auxois como sendo o berço da raça
O Auxois representa 1 % do total de registros de cavalos de tração franceses em 2017  . Bourgogne-Franche-Comté, que compreende o berço da raça, é de longe a principal região de criação, com 80 naissances em 2018  . Alguns cavalos são encontrados nas regiões Rhône-Alpes e Auvergne  .
Não há criação alogênica, então este cavalo permanece quase desconhecido fora de sua região de origem  . Além disso, o livro Equine Science ( 4 edição de 2012 ) classifica-o entre as raças de cavalos de tração pouco conhecidas a nível internacional.
| Ano                                   | 1983 | 1992 | 1996 | 2000 | 2004 | 2008 | 2012 | 2014 | 2016 | 2018 |
| ------------------------------------- | ---- | ---- | ---- | ---- | ---- | ---- | ---- | ---- | ---- | ---- |
| Número de partos na França ,          |      | 80   | 146  | 144  | 125  | 118  | 126  |      | 112  | 100  |
| Número de cavalos pertencentes à raça | 199  |      |      |      |      |      |      | 289  |      |      |

Das nove raças de cavalos de tração francesas, o Auxois é a única que não é exportada. Ele sofre com a falta de cobertura da mídia fora de seu berço  . É sobretudo a região da Borgonha que celebra e valoriza este cavalo, em locais como a quinta Hameau de Bierre-lès-Semur (que oferecia um ecomuseu dedicado ao cavalo de tração ), ou durante a corrida dos três gloriosos em Semur-en-Auxois, que existe desde o século XVII.  O concurso anual da raça é uma oportunidade para admirar os mais belos exemplares. Este cavalo está regularmente presente na Exposição Agrícola Internacional de Paris.

## ligações  externas
- Sítio oficial
- Centre de promotion de la race du cheval de trait auxois (26 de fevereiro de  2019). «Auxois». Institut français du cheval et de l'équitation
- François Roche-Bruyn (28 de dezembro de 2018). «Règlement du stud-book du cheval auxois» (PDF). Institut français du cheval et de l'équitation
- «Auxois / France (Horse)» (em inglês). Domestic Animal Diversity Information System of the Food and Agriculture Organization of the United Nations (DAD-IS). DAD-IS

- Commons